# Bogomil Dijakov

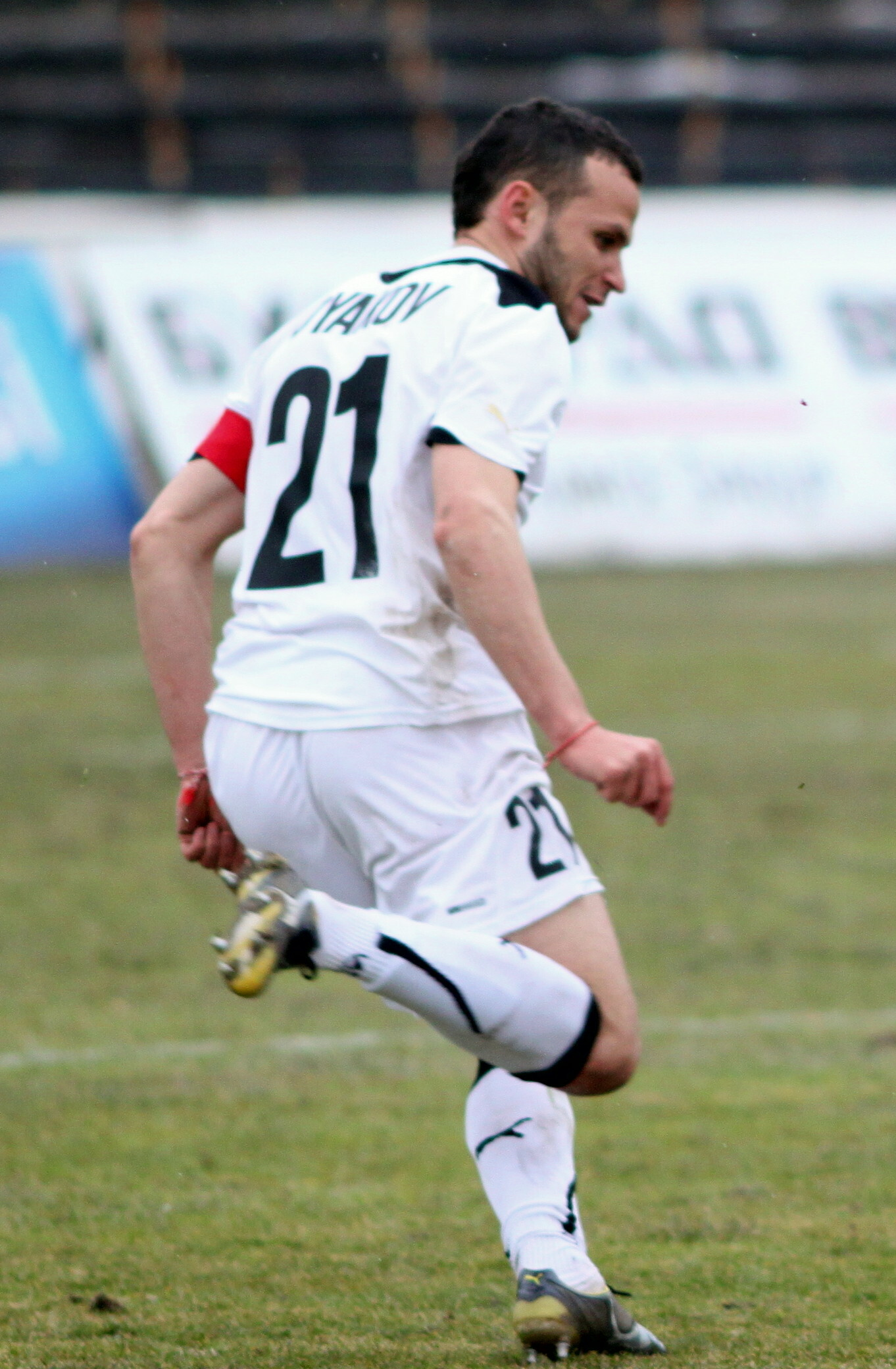
Bogomil Dijakov

Bogomil Dijakov (Bulgaars: Богомил Дяков) (Sofia, 12 april 1984) is een Bulgaarse voetballer (verdediger) die sinds 2007 uitkomt voor de Bulgaarse eersteklasser Slavia Sofia. 
In de periode 2004-2005 maakte Dyakov deel uit van de U-21 van Bulgarije.

## Carrière
- 1994-2001: Levski Sofia (jeugd)
- 2001-2003: Pirin Blagoëvgrad (op huurbasis)
- 2003-2005: Rodopa Smoljan (op huurbasis)
- 2005-2006: Levski Sofia
- 2006: Rodopa Smoljan
- 2007: Spartak Varna
- 2007-heden: Slavia Sofia